# Abbey Road
| Recensione          | Giudizio        |
| ------------------- | --------------- |
| Ondarock            | Pietra miliare  |
| AllMusic            |                 |
| Rolling Stone       |                 |
| The Daily Telegraph |                 |
| Down Beat           |                 |
| Pitchfork           | [ senza fonte ] |
| Piero Scaruffi      | [ 14 ]          |

Abbey Road è l'undicesimo album in studio del gruppo musicale britannico The Beatles (dodicesimo considerando anche l'album Magical Mystery Tour, in origine pubblicato come LP solo negli USA e come EP in UK), pubblicato il 26 settembre 1969 dalla Apple Records.
Fu l'ultimo album in studio inciso dai Beatles in quanto il successivo, Let It Be, sebbene pubblicato successivamente, nel maggio del 1970, contiene brani registrati in precedenza nel gennaio 1969. Benché i quattro musicisti raramente partecipassero assieme alle sedute di registrazione, il risultato finale è un album notevole e di alto livello. Il disco registrò un successo di vendite, risultando l'album dei Beatles più venduto di sempre con oltre cinque milioni di copie commercializzate nel primo anno. A paragone, due anni prima le vendite di Sgt Pepper si erano fermate a tre milioni.
La rivista Rolling Stone l'ha inserito nel 2020 al 5º posto della lista dei 500 migliori album, mentre la rivista New Musical Express lo posiziona al 34º posto della sua analoga classifica dei migliori 500 album; compare anche nel volume 1001 Albums You Must Hear Before You Die.
Il 27 settembre 2019 è stata pubblicata la versione rimasterizzata per Dolby Surround 5.1 e per Dolby Atmos.

## Storia

### Antefatto: il Rooftop Concert e l'abbandono del progettoGet Back
Il 30 gennaio 1969 i Beatles suonarono per l'ultima volta dal vivo in quello che passerà alla storia come il "Rooftop Concert", in cima alla terrazza della sede della Apple. Il giorno dopo i quattro musicisti si trovarono in sala d'incisione per registrare i video delle ultime tre canzoni che avrebbero dovuto completare l'album Get Back e fissarono per il 3 febbraio la riunione per la gestione della Apple, la loro società: da una parte Harrison, Lennon e Starr volevano assumere il manager degli Stones Allen Klein per rimettere in sesto la disastrata società, e dall'altra McCartney invece voleva affidarne la gestione allo studio legale Lee Eastman Inc. – e con questa spaccatura si raggiunse l'apice di quella che Lennon definì la "morte lenta", iniziata con il decesso del manager del gruppo Brian Epstein nell'estate del 1967.

### Realizzazione del disco

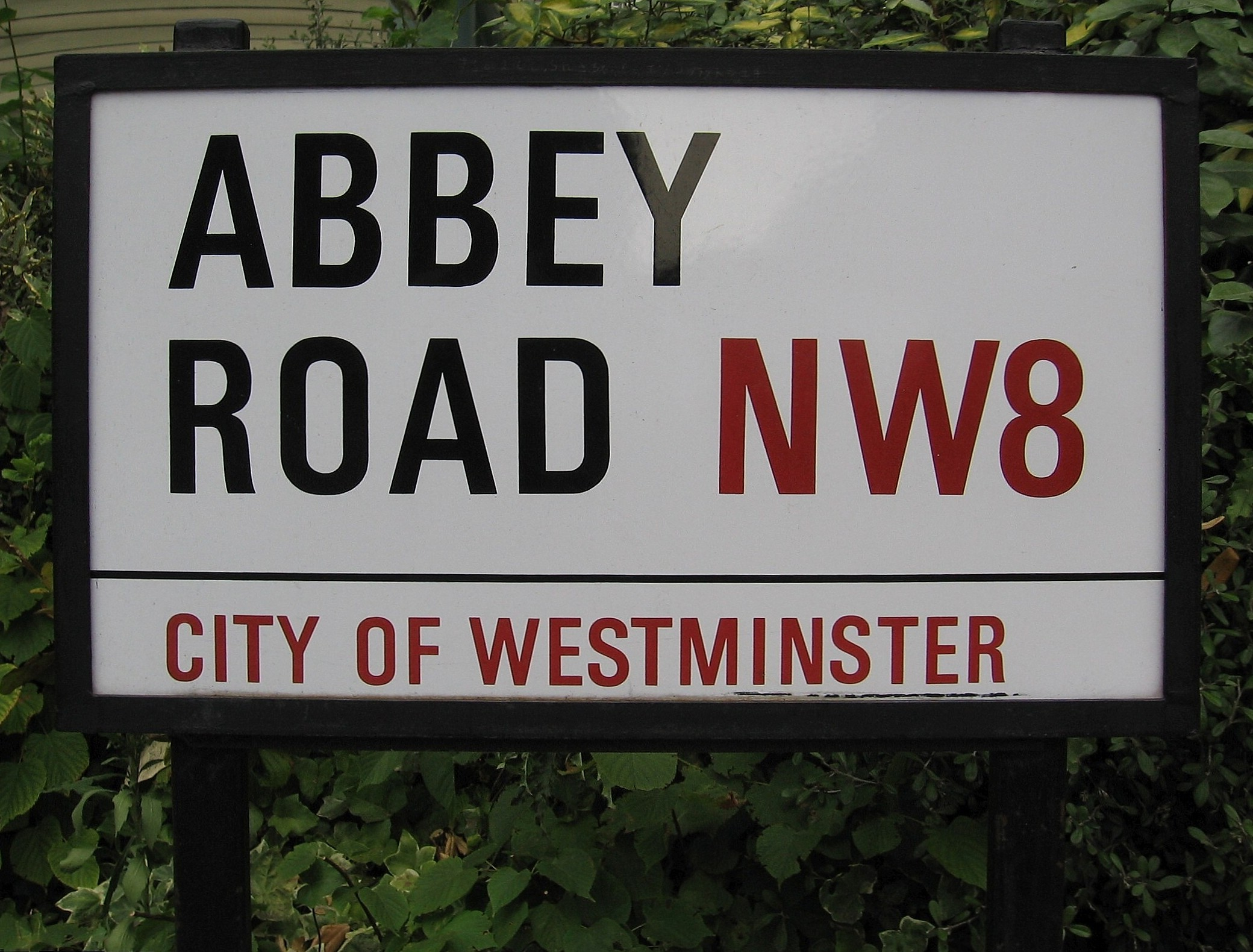
La targa stradale di Abbey Road

Successivamente Paul riunì i Beatles ad Abbey Road insieme a George Martin il 26 aprile con l'obiettivo di registrare un numero di brani sufficienti per coprire almeno una facciata entro giugno, mese che Lennon aveva richiesto di vacanza per la sua campagna pacifista insieme alla moglie Yōko Ono. Il più impegnato nel progetto era McCartney, al punto che per una settimana prima dalla data di inizio registrazioni si presentò ad Abbey Road per provare la giusta performance vocale di Oh! Darling. La prestazione è straordinariamente energica, e il vigore vocale non si ricordava dalle interpretazioni di Long Tall Sally e I'm Down. Harrison e Lennon invece si tennero piuttosto distanti dal progetto. Alla scadenza prefissata le uniche canzoni registrate erano Oh! Darling, Octopus's Garden di Ringo e You Never Give Me Your Money, composta da McCartney traendo spunto dalla discussione del 3 febbraio. Nei primi giorni di giugno la EMI fece uscire come singolo The Ballad of John and Yoko, Lennon iniziò le sue performance a favore della pace nel mondo assieme alla moglie (bed-in) e registrò Give Peace a Chance, che porta anche la firma di McCartney come per sdebitarsi del lavoro svolto da Paul per The Ballad of John and Yoko.
I Beatles stabilirono di ritrovarsi il 2 luglio; l'album, ancora privo di nome, non aveva nemmeno una scaletta e Paul accarezzò l'idea di rispolverare i vecchi demo di Get Back, dar loro una ripulita e aggiungere qualcuno dei nuovi brani. Nella settimana in cui Lennon era lontano dagli studi di registrazione perché convalescente dopo un incidente stradale furono incise la versione definitiva di Her Majesty e i nastri base di Golden Slumbers, Carry That Weight, Here Comes the Sun e Maxwell's Silver Hammer, rifinite a fine luglio assieme alla registrazione di Come Together, The End, Sun King, Mean Mr. Mustard, Polythene Pam, She Came In Through the Bathroom Window; e ad agosto fu la volta di Because, l'ultimo pezzo inciso in ordine di tempo. Per il lato A vennero scelti brani separati, e McCartney poté inserire sul lato B quello che sarebbe diventato un lungo medley, cioè una successione senza pausa di otto canzoni: You Never Give Me Your Money, Sun King, Mean Mr. Mustard, Polythene Pam, She Came In Through the Bathroom Window, Golden Slumbers, Carry That Weight e The End.

## Titolo
Le prime ipotesi per il titolo dell'album furono Four in the Bar, All Good Children Go to Heaven e Billy’s Left Foot, ma quello che alla fine sembrava essere in prima posizione fu Everest (la marca di sigarette che fumava all'epoca il tecnico del suono dei Beatles Geoff Emerick), ma la prospettiva di volare in Tibet per scattare la fotografia per la copertina non trovò consensi. Quasi per gioco, Ringo propose infine Abbey Road, idea che venne accolta. Il 25 settembre Lennon entrò negli studi londinesi per incidere il suo primo singolo da solista; il giorno dopo Abbey Road uscì nei negozi di dischi del Regno Unito.

## Copertina

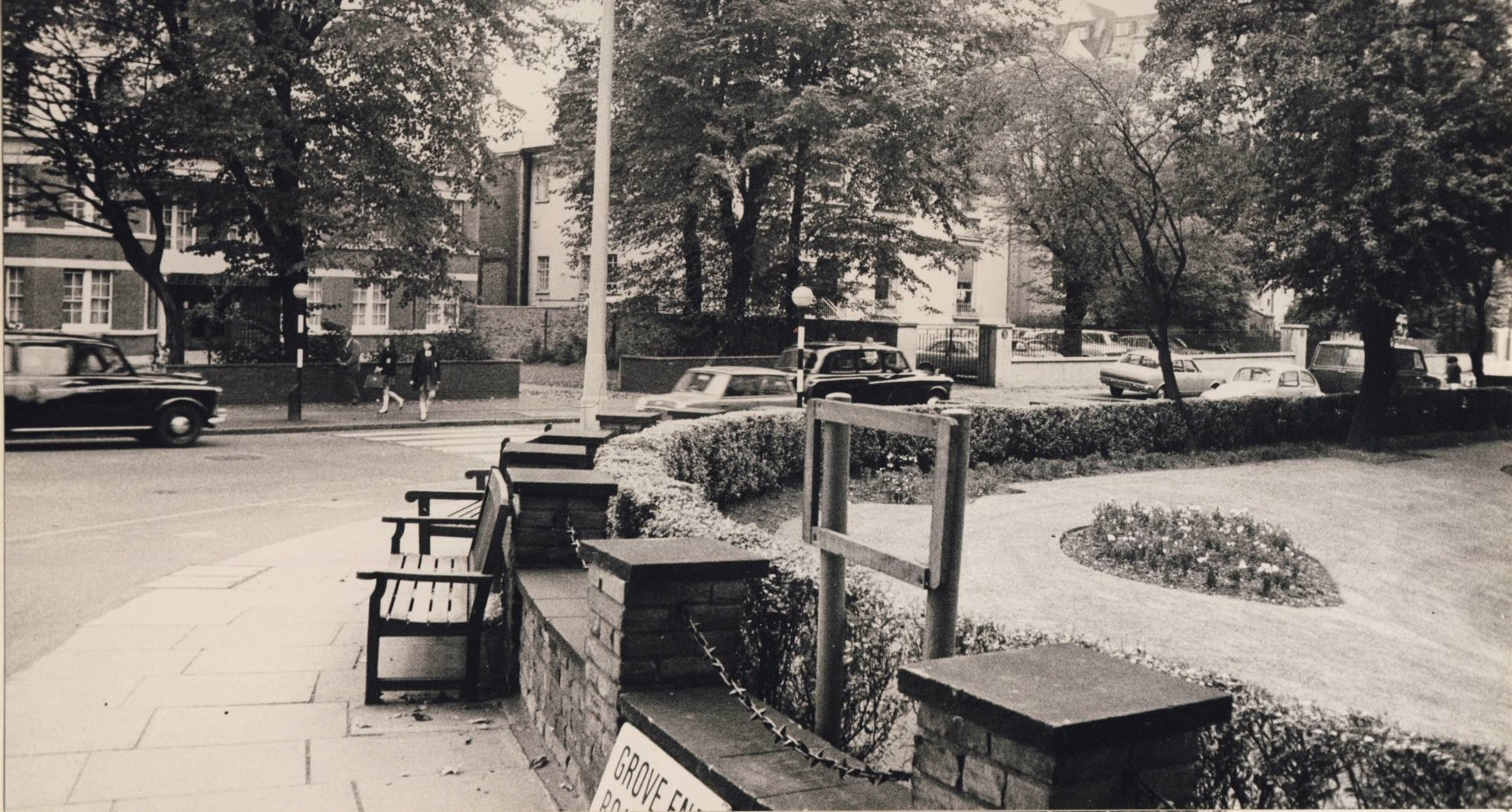
Abbey Road nel 1969

La copertina dell'album è una delle più celebri e citate della storia della musica pop. È anche l’unica copertina della band di Liverpool in cui non compare né il titolo dell’album, né il nome del gruppo, su proposta dell'art director John Kosh. Si vedono i quattro membri intenti ad attraversare un passaggio pedonale di Abbey Road, la via di Londra sede degli Abbey Road Studios, nei quali i Beatles incisero per l'intera carriera. Lo scatto fotografico è opera di Iain Macmillan che, verso mezzogiorno dell'8 agosto 1969, stando in bilico su una scala in mezzo alla strada, immortalò la scena con la sua Hasselblad mentre i Beatles andavano avanti e indietro lungo le strisce pedonali, grazie a un agente che aveva fermato il traffico per qualche minuto; dei sei scatti fu scelto il quinto dove i quattro erano ben allineati e poi anche perché, considerata la fase della loro carriera, li rappresentava in marcia come se andassero via dagli studi di registrazione.
L'idea per la copertina fu di Paul McCartney che, dopo aver realizzato alcuni schizzi, propose di scendere in strada e farsi fotografare sul più vicino attraversamento pedonale.
Diversi elementi in questa foto contribuirono ad alimentare la leggenda della morte di Paul McCartney: Paul è l'unico scalzo e fuori passo rispetto agli altri, e nel Regno Unito i morti vengono sepolti scalzi; in testa al gruppo c'è Lennon che dovrebbe rappresentare il gran sacerdote, ministro del culto, o forse un angelo, (in contrapposizione con il polverone alzato dallo stesso John, dopo aver affermato che “I Beatles sono più famosi di Gesù Cristo”) a seguire Ringo Starr completamente vestito di nero (da impresario delle onoranze funebri) e in ultimo George Harrison vestito tutto in jeans, come un becchino; la targa LMW 281F (letta 28IF) del maggiolino parcheggiato sulla sinistra indicherebbe l'età di Paul se fosse stato in vita all'epoca dell'uscita del disco (ma all'epoca della celebre fotografia, scattata l'8 agosto 1969, Paul aveva 27 anni, essendo nato il 18 giugno 1942); LMW viene interpretato come "Linda McCartney Weeps" (Linda McCartney piange); il fatto che Paul, mancino, tenga una sigaretta nella destra. Sul lato opposto un grosso furgone nero parcheggiato ricorda un Black Maria, di quelli utilizzati dalla polizia mortuaria negli incidenti stradali.

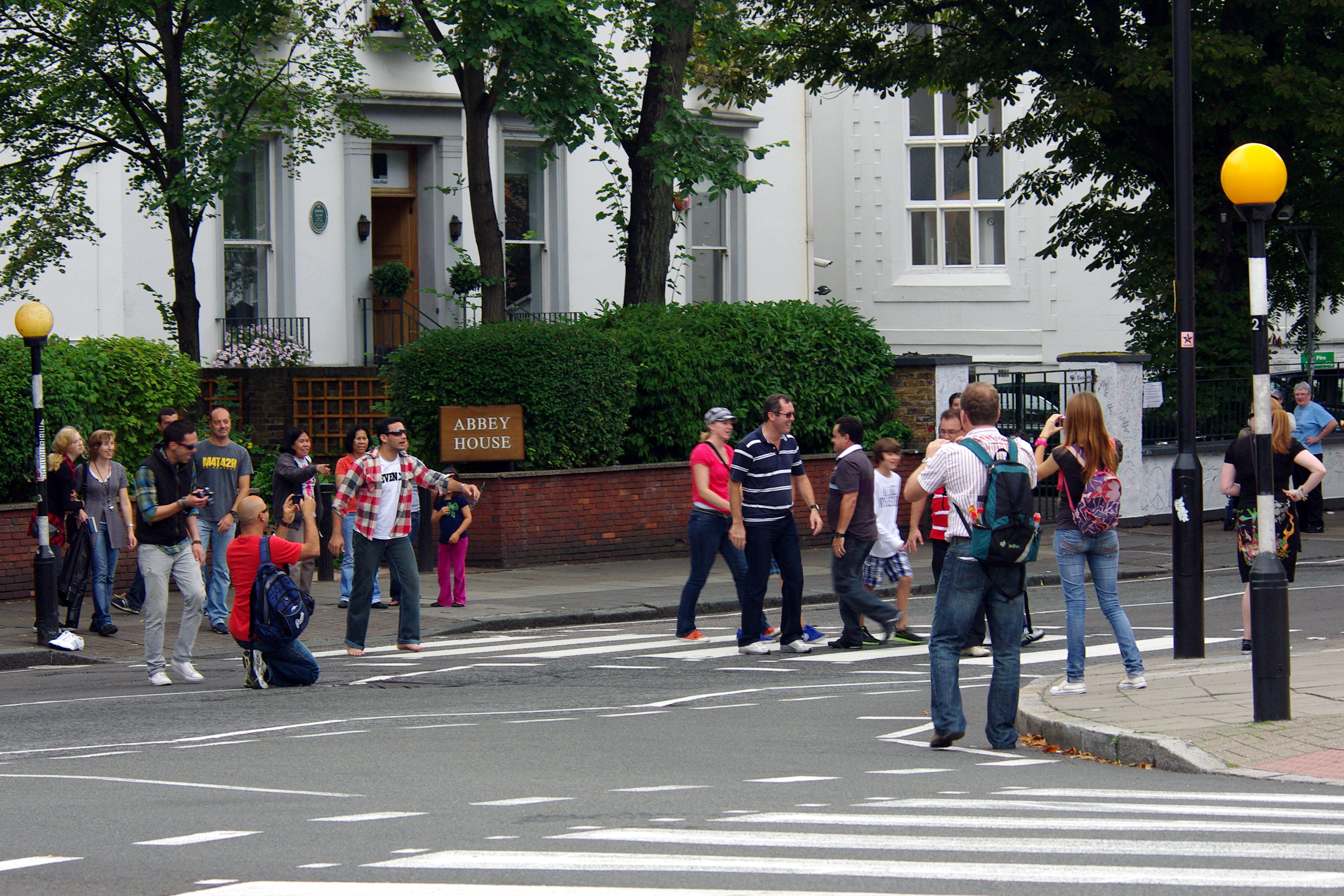
Turisti in posa sulle strisce (2010)

I riferimenti a questa celebre copertina in opere di altri artisti sono numerosi. The Abbey Road E.P., dei Red Hot Chili Peppers, ha la copertina con i membri del gruppo intenti ad attraversare lo stesso passaggio pedonale completamente nudi tranne un calzino per ciascuno indossato per coprire il pene. Fra i tanti altri, hanno parodiato la copertina di Abbey Road in una delle loro opere discografiche i Beatallica, Benny Hill, Chubb Rock e Kanye West.
Lo stesso McCartney, con riferimento alla leggenda della propria morte, riprese l'immagine nella copertina del suo album dal vivo Paul Is Live e alla fine del video del brano Spies Like Us.
Il passaggio pedonale di quella celebre foto è divenuto un'attrazione turistica, con diversi visitatori che ogni giorno si mettono in posa per una foto ricordo sulle strisce pedonali più fotografate al mondo.

## Brani
Nel lato A ci sono brani scritti anche da Harrison, come Something, e da Ringo Starr, Octopus's Garden, che fu anche la sua seconda e ultima composizione come unico autore nei Beatles.
Il lato B è costituito quasi interamente da un lungo medley (chiamato anche The Long One in cui ballate e brani rock and roll si susseguono senza soluzione di continuità, con temi ripresi e variazioni, fino a un imponente crescendo finale). Fra i temi che si susseguono ce ne sono molti divenuti celebri, da She Came In Through the Bathroom Window a Golden Slumbers, fino al celebre finale, in cui il crescendo introdotto da Carry that Weight si risolve all'improvviso nella melodia di The End, unica canzone del gruppo in cui Ringo Starr compie un assolo di batteria; nel brano è presente una sola strofa: «And in the end the love you take is equal to the love you make», verso che John Lennon definì "cosmico e filosofico".

### Come Together

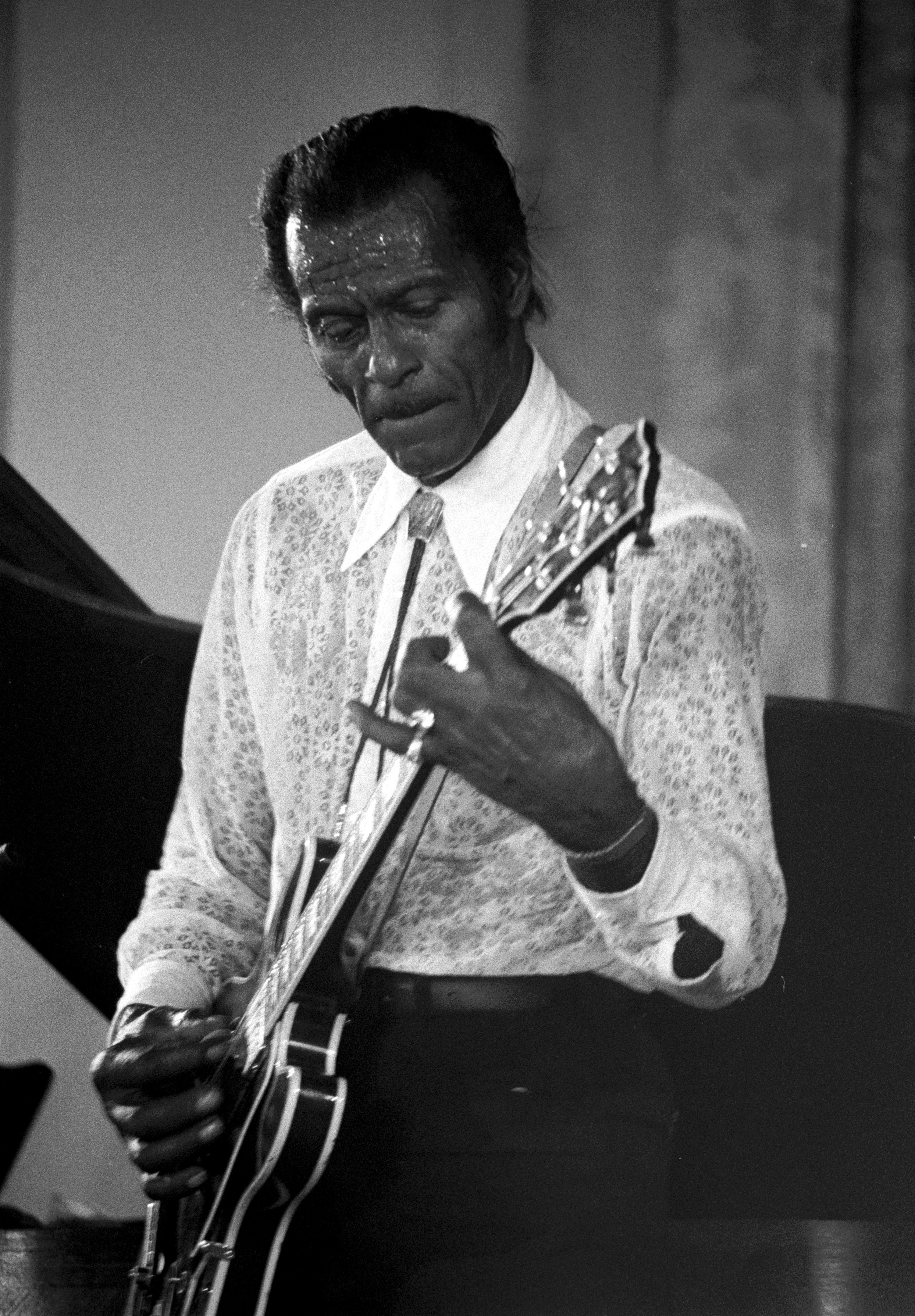
Lennon fu accusato di plagio da Chuck Berry

Originariamente, Come Together nacque a Montréal, Canada, come demo di Lennon a supporto della campagna politica che Timothy Leary stava conducendo contro Ronald Reagan per la poltrona di governatore della California. Il motto di Leary, profeta della controcultura underground della fine degli anni sessanta, era infatti “Come together - Join the Party” (“Mettetevi insieme - Unitevi al partito”, ma anche “Venite assieme - Partecipate alla festa”).
John intuì il valore della canzone e, a seguito dell'arresto di Leary per possesso di marijuana, la portò con sé a Londra e dal 21 luglio 1969 il gruppo cominciò a lavorarla in studio fino a farla diventare una delle produzioni qualitativamente migliori della loro carriera. Il testo nonsense presenta richiami all'uso di droghe, con la ripetizione ossessiva di shoot, che è in realtà shoot me (fammi una pera) con l'ultimo monosillabo “nascosto” da una nota di basso, e allusioni sessuali, con l'assonanza dei verbi come e cum (venire).
Nel testo, Lennon cita il termine “Coca-Cola”, e perciò il pezzo fu messo al bando dalla BBC: questo violava il codice sulla pubblicità in TV. Inoltre Lennon fu accusato di plagio per aver inserito nella canzone due frasi tratte da You Can't Catch Me di Chuck Berry. La disputa giuridica si compose amichevolmente dopo qualche anno, anche grazie alla disponibilità di Lennon a incidere tre brani dell'editore di Berry – You Can't Catch Me e Sweet Little Sixteen che apparvero nell'album Rock 'n' Roll, e Ya Ya eseguita in Walls and Bridges.
Pubblicata il 31 ottobre come lato B del singolo che la vedeva assieme a Something, raggiunse la vetta delle classifiche americane, mentre in Inghilterra non andò oltre il quarto posto.

### Something
Il 25 febbraio 1969, giorno del suo ventiseiesimo compleanno, George Harrison si recò da solo in sala di registrazione per incidere una copia dimostrativa di quello che sarebbe diventato a giudizio unanime il suo capolavoro. In quella sede, George si esibì in parti strumentali alla chitarra, al piano e in sezioni vocaliche, mettendo su nastro un demo tanto semplice quanto suggestivo. A quella stessa seduta risalgono anche le primissime registrazioni di Old Brown Shoe, destinata ad essere il lato B di The Ballad of John and Yoko, e All Things Must Pass, che avrebbe dato il titolo all'album All Things Must Pass di Harrison pubblicato nel 1970, dopo lo scioglimento del gruppo.
Non si trattava in realtà di una creazione totalmente nuova. Il 19 settembre dell'anno precedente, nel corso della prima seduta di registrazione del brano Piggies, George aveva accennato il motivo di Something alla tastiera di un clavicembalo. Chris Thomas – quel giorno, produttore in sostituzione di Martin e clavicembalista – rimase entusiasta del pezzo e propose di inserirlo nel White Album in sostituzione di Piggies. Ma l'ebbe vinta la ritrosia di Harrison, e Something vide la luce solo a fine settembre dell'anno successivo.
In un primo tempo, forse per paura di un rifiuto da parte dei suoi compagni, Harrison offrì la canzone a Joe Cocker che la incise con qualche lieve variazione nelle parole e nella tonalità di base; invece, nonostante i timori dell'autore, Lennon e McCartney si dissero rammaricati per la decisione di cedere la composizione, proponendo di registrarla come gruppo ad Abbey Road. E ciò avvenne per diverse sedute fino alla sovraincisione finale degli archi che ebbe luogo il 15 agosto.
Secondo l'opinione comune, il pezzo è dedicato alla moglie Pattie Boyd ma è lo stesso autore a smentire questa convinzione. Le parole iniziali prendono spunto dal brano Something in the Way She Moves del cantautore statunitense James Taylor che aveva esordito nel dicembre 1968 con un album su etichetta Apple nel quale McCartney aveva suonato il basso.
Dopo Yesterday, è la canzone dei Beatles della quale sono state realizzate più cover. Negli anni ottanta, Frank Sinatra avrebbe definito Something «la più grande canzone d'amore degli ultimi cinquant'anni».

### Maxwell's Silver Hammer
La traccia era già stata provvisoriamente incisa su nastro alla fine del 1968 con l'idea di includerla nel White Album. Accantonato il progetto, pochi mesi dopo era stata ripresa e suonata – ma non registrata – dal gruppo nei Twickenham Studios. Il 9 luglio i Beatles si riunirono negli studi di Abbey Road e in quell'occasione finalmente fu registrata la base ritmica di Maxwell's Silver Hammer alla quale successivamente furono sovraincise parti di chitarra. Senza contare i ritocchi finali in una seduta del 6 agosto, la registrazione occupò tre giorni di luglio nei quali, fra le percussioni, fu usata una vera incudine – affittata per l'occasione da un'agenzia teatrale –, battuta da Mal Evans. Il testo, secondo Paul McCartney, intendeva essere «una metafora sugli alti e bassi della vita».
I giudizi sul pezzo divergono. Paul – autore del brano e voce solista – riteneva che il motivo avesse tutte le potenzialità per un singolo di successo; John, al contrario, non si mostrò mai entusiasta e, come ebbe a dichiarare in seguito, non si divertì granché in quelle tre sedute. Il parere di Ian MacDonald è severo; secondo il critico musicale, dalla composizione risalta un «McCartney immaturo ed egocentrico che aveva scialacquato la riserva di pazienza e di concordia del gruppo con ridacchianti insulsaggini come questa».

### Oh! Darling
Il 20 aprile iniziarono le registrazioni di Oh! Darling (I'll Never Do You No Harm), titolo provvisorio della canzone che aveva già visto una primissima edizione il 27 gennaio. Il protagonista assoluto fu Paul McCartney, che volle dare alla propria voce un timbro ruvido e arrochito. Per questo, durante l'intera settimana precedente l'inizio delle incisioni andò in sala a esercitarsi e nelle cinque sedute di registrazione che ci vollero per terminare il lavoro rifece ossessivamente la parte vocale, mai pienamente soddisfatto. Riferisce il tecnico di studio Alan Parsons:
Musicalmente lo spunto per la composizione può essere rintracciato in Can't Believe You Wanna Leave di Fats Domino, ma dal punto di vista della metrica e della struttura Oh! Darling si avvicina molto a Need Your Love So Bad, che i Fleetwood Mac avevano ripreso da Little Willie John. Il timbro vocalico richiama le caratteristiche di Jackie Wilson.
Anche in questo caso Lennon, pur riconoscendo il valore del brano, manifestò palesemente le proprie perplessità sul lavoro svolto da Paul McCartney, a riprova delle tensioni fra i due.

### Octopus's Garden
Nell'agosto del 1968 Ringo Starr si trovava con la famiglia in vacanza in Sardegna. In una chiacchierata con un pescatore, rimase incantato dalla descrizione delle abitudini del polpo. Ricorda lo stesso Ringo:

Ringo si mise a scrivere la sua seconda canzone delineando un motivo semplice e senza pretese nel suo stile country & western; e al ritorno dalla vacanza, assieme a Harrison si impegnò a migliorare e rifinire il pezzo (è di George l'assolo di chitarra d'apertura). Ripensando a Yellow Submarine, di cui riprendeva le atmosfere, per produrre suoni gorgoglianti Ringo si mise a soffiare con una cannuccia bollicine in un bicchiere pieno d'acqua. Alan Brown, tecnico della seduta del 17 luglio, così racconta:

### I Want You (She's So Heavy)

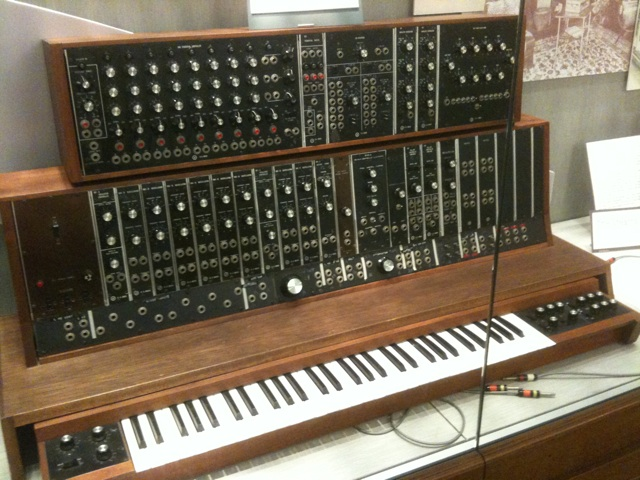
Il primo modello di moog in commercio (1964) utilizzato da Lennon per il "rumore bianco" nel brano I Want You

Il 22 febbraio, quasi tre settimane dopo il litigio, i quattro Beatles si ritrovarono senza ancora aver bene capito cosa avrebbero fatto e soprattutto come utilizzare tutti i nastri incisi per l'album Get Back. Evitando le discussioni economiche, lasciate in mano ai loro legali, i quattro si riunirono ai Trident Studios (gli studi della Apple erano momentaneamente in fase di ristrutturazione) per lavorare sulla copia di prova di una canzone di Lennon abbozzata negli studi della Apple il 29 gennaio: I Want You (She's So Heavy). Era il primo vagito di Abbey Road, anche se nessuno sapeva ancora cosa fosse. L'incisione del 22 febbraio costituisce infatti la linea di demarcazione fra il progetto Get Back e l'album in gestazione.
Dopo le prime due sedute, il pezzo fu lasciato riposare per essere ripreso in due sessioni in aprile e infine completato a metà agosto. Il 20 di quel mese vide i quattro musicisti riuniti per l'ultima volta tutti insieme contemporaneamente in sala d'incisione per operazioni di mixaggio. In quell'occasione, mentre i tecnici si preparavano a predisporre una dissolvenza conclusiva, Lennon, riascoltando il risultato finale, ordinò a un incredulo Geoff Emerick di tagliare il nastro di netto a un certo punto, senza alcun fade out, producendo la brusca conclusione del lato 1 dell'album.
È di Lennon, oltre al contributo della voce principale, la linea della chitarra solista, I Want You (She's So Heavy) è considerata da parte della critica uno dei primi pezzi heavy metal della storia del rock. Nei suoi ricordi, Tony Bramwell si assume la paternità dell'aggettivo “heavy” pronunciato in una breve chiacchierata con Paul McCartney e fatto proprio dai Beatles nell'espressione colloquiale “it's so heavy, man”.

### Here Comes the Sun
Una bella giornata di prima primavera, George Harrison decise di sottrarsi alla routine del lavoro burocratico di Savile Row. Se ne andò nel Surrey, a casa dell'amico Eric Clapton, e cominciò a trastullarsi con la chitarra nel giardino inondato di sole. La struttura di Here Comes the Sun scaturì dallo strumento con naturalezza. Lo dice lo stesso Harrison:
Secondo il suo autore, il brano si richiama alle frasi musicali di The Bells of Rhymney nella versione dei Byrds. Il 7 luglio 1969, dopo qualche mese trascorso a rifinirlo, George portò il pezzo in studio e lì fu registrata la prima versione con Paul al basso, Ringo alle percussioni e George alla voce e alla chitarra acustica. Nell'ultima seduta relativa a Here Comes the Sun, il pezzo vide la sovraincisione di viole, violoncelli, clarinetti, flauti, ottavini e un contrabbasso diretti da George Martin.

### Because
Fu, in ordine di tempo, l'ultima canzone registrata per Abbey Road. Per la sua creazione, John Lennon si ispirò alla sonata per piano in Do diesis minore, Opera 27 nº 2 (nota come Al chiaro di luna) di Beethoven, che aveva sentito suonare da Yoko Ono e alla quale aveva chiesto di riprodurre gli accordi al contrario; e ne aveva tratto una delicata composizione, certamente la più complessa dal punto di vista armonico in cui il quartetto si fosse cimentato in tutta la propria carriera.
George Martin intervenne direttamente nella seduta iniziale del 1º agosto per istruire i quattro Beatles sui passaggi musicalmente più ostici e per incidere gli arpeggi al clavicembalo elettrico. Nelle due successive sedute del 4 e del 5 agosto furono sovraincise una parte di Moog suonato da George Harrison e ulteriori parti vocali. E in tre giornate di registrazione la canzone fu completata.

### IlMedley
(Paul McCartney)
La suite che occupa gran parte del lato B di Abbey Road nasce da diversi fattori. In primo luogo, George Martin incitava i quattro musicisti a «pensare in modo sinfonico», stimolandoli a maggiore complessità delle strutture armoniche e melodiche dei loro pezzi e all'uso del contrappunto. Inoltre, nel mese di luglio 1969 i Beatles avevano lavorato in sala di incisione producendo composizioni di buon valore; ognuna di esse aveva alle spalle una propria storia e una propria fisionomia ma nessuna era pienamente sviluppata e perciò pronta per la pubblicazione sull'album come entità individuale. Infine, Paul McCartney ammirava le suite di gruppi come Mothers of Invention, Small Faces e Who, ed era rimasto colpito da come i Beach Boys riuscissero a cucire insieme segmenti sonori sviluppandone un tema di più largo respiro.
Fu perciò proprio McCartney a lanciare la proposta di riunire quelle canzoni in un collage. Martin si dichiarò entusiasta dell'idea, che piacque anche a Ringo e a George. John fu l'unico a mostrare scetticismo rispetto a questa soluzione ma, in totale minoranza, dovette cedere accettando di partecipare al progetto mantenendo comunque profonde riserve. Dichiarò Lennon in seguito: «Mi piaceva la facciata A dell'album. Non mi è mai piaciuta quella specie di opera pop sull'altro lato, credo sia spazzatura.».

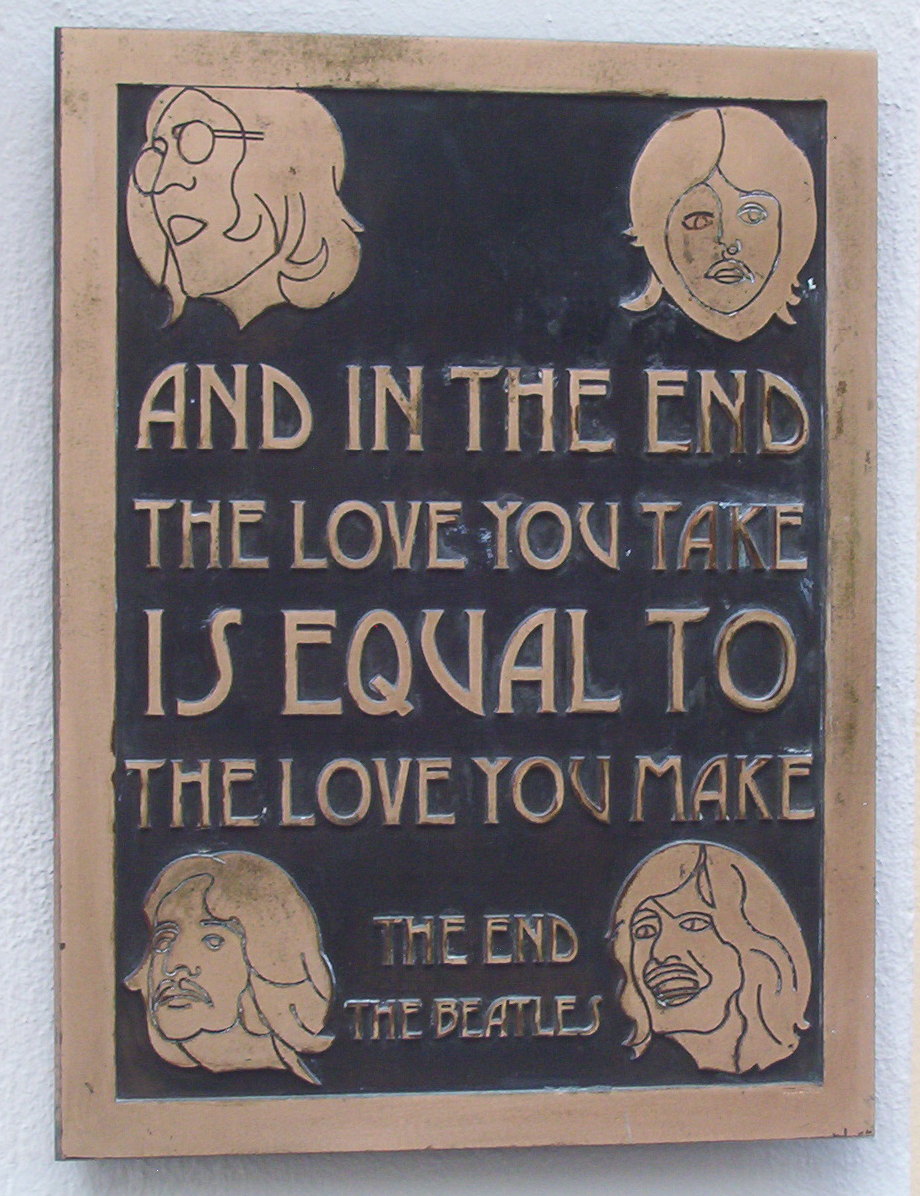
Le parole di The End

Dopo sedute di registrazione, sovraincisione, missaggio e montaggio, prese corpo una suite composta da You Never Give Me Your Money/Sun King/Mean Mr. Mustard/Polythene Pam/She Came In Through the Bathroom Window/Golden Slumbers/Carry That Weight/The End. Dopo venti secondi dalla conclusione di The End, chiudeva la sequenza la traccia Her Majesty, che Paul aveva inciso da solo su tre nastri nella seduta del 2 luglio e che in un primo tempo era stata montata fra Mean Mr. Mustard e Polythene Pam. L'echeggiante accordo che si sente in apertura di Her Majesty altro non è che quello conclusivo di Mean Mr. Mustard, deliberatamente lasciato nella versione definitiva.
Il brano conclusivo subì un sorte curiosa. In fase di montaggio, Paul McCartney, dopo aver riascoltato l'assemblaggio dei brani in sequenza nel Medley, decise che Her Majesty montata centralmente ne interrompeva la scorrevolezza, e pertanto diede ordine al tecnico John Kurlander di eliminarla. Kurlander, ligio alle regole che vigevano ad Abbey Road, rimosse la ballata di Paul ma, anziché eliminarla, la attaccò in coda al nastro segnalando il volere di Paul. Nel passaggio dal nastro alla lacca di prova, però, un altro tecnico – non è chiaro se intenzionalmente o per errore – lasciò il motivo nella stessa collocazione in cui Kurlander lo aveva posizionato. E, deliziato dall'ascolto del risultato finale, Paul approvò incondizionatamente la nuova disposizione.

## Tracce
Lato A
Testi e musiche di Lennon-McCartney, eccetto dove indicato.
1. Come Together – 4:20
2. Something – 3:03 (Harrison)
3. Maxwell's Silver Hammer – 3:27
4. Oh! Darling – 3:26
5. Octopus's Garden – 2:51 (Starkey)
6. I Want You (She's So Heavy) – 7:47

Durata totale: 24:54
Lato B
Testi e musiche di Lennon-McCartney, eccetto dove indicato.
1. Here Comes the Sun – 3:05 (Harrison)
2. Because – 2:45
3. You Never Give Me Your Money – 4:02
4. Sun King – 2:26
5. Mean Mr. Mustard – 1:06
6. Polythene Pam – 1:12
7. She Came In Through the Bathroom Window – 1:57
8. Golden Slumbers – 1:31
9. Carry That Weight – 1:36
10. The End – 2:19
11. Her Majesty – 0:23

Durata totale: 22:22

### Cassette
Una versione in cassetta per gli USA presentava due brani invertiti: Come Together apriva il lato B e Here Comes the Sun di Harrison il lato A.

### 2019 50th Anniversary Box Set (tracce bonus)
2-CD Edition - Demos & Outtakes
1. Come Together (take 5) – 3:30
2. Something (studio demo) – 3:37
3. Maxwell's Silver Hammer (take 12) – 4:44
4. Oh! Darling (take 4) – 3:30
5. Octopus's Garden (take 9) – 1:43
6. I Want You (She's So Heavy) (Trident recording session & reduction mix) – 6:59
7. Here Comes the Sun (take 9) – 3:40
8. Because (take 1 / instrumental) – 3:07
9. You Never Give Me Your Money (take 36) – 5:17
10. Sun King (take 20) – 3:14
11. Mean Mr. Mustard (take 20) – 1:34
12. Polythene Pam (take 27) – 1:39
13. She Came In Through the Bathroom Window (take 27) – 1:39
14. Golden Slumbers/Carry That Weight (takes 1–3) – 3:20
15. The End (take 3) – 2:11
16. Her Majesty (takes 1–3) – 1:33

3-CD Box Set - Demos & Outtakes
1. I Want You (She's So Heavy) (Trident recording session & reduction mix) – 6:59
2. Goodbye (home demo) – 2:23
3. Something (studio demo) – 3:37
4. The Ballad of John and Yoko (take 7) – 3:37
5. Old Brown Shoe (take 2) – 3:15
6. Oh! Darling (take 4) – 3:30
7. Octopus's Garden (take 9) – 1:43
8. You Never Give Me Your Money (take 36) – 5:17
9. Her Majesty (takes 1–3) – 1:33
10. Golden Slumbers / Carry That Weight (takes 1–3) – 3:20
11. Here Comes the Sun (take 9) – 3:40
12. Maxwell's Silver Hammer (take 12) – 4:44

3-CD Box Set - Demos & Outtakes
1. Come Together (take 5) – 3:30
2. The End (take 3) – 2:11
3. Come and Get It (studio demo) – 2:42
4. Sun King (take 20) – 3:14
5. Mean Mr. Mustard (take 20) – 1:34
6. Polythene Pam (take 27) – 1:39
7. She Came In Through the Bathroom Window (take 27) – 1:39
8. Because (take 1 / instrumental) – 3:07
9. The Long One (trial edit & mix—30 July 1969)
10. Something (take 39 / instrumental / strings only) – 2:41
11. Golden Slumbers / Carry That Weight (take 17 / instrumental / strings & brass only) – 3:17

## Formazione
- John Lennon - voce, chitarra ritmica, chitarra solista su "I Want You (She's So Heavy)", pianoforte, Fender Rhodes, organo Hammond, sintetizzatore, tamburello, maracas
- Paul McCartney - voce, basso, pianoforte, Fender Rhodes, organo Hammond, sintetizzatore, percussioni
- George Harrison - chitarra solista, voce, organo Hammond, harmonium, percussioni
- Ringo Starr - batteria, voce, percussioni, cori, pianoforte, timpani

### Altri musicisti
- George Martin - pianoforte, clavicembalo, clavicembalo elettrico in Because
- Billy Preston - organo Hammond in Something e I Want You (She's So Heavy)
- Orchestra di 21 elementi
- Orchestra di 17 elementi
- Orchestra di 30 elementi

## Controversie

### L'ossessione di Charles Manson per i Beatles
L'8 agosto, il giorno della foto con i Beatles che attraversarono le strisce pedonali coincide con quello della strage in cui l'attrice Sharon Tate fu assassinata dai seguaci della setta di Charles Manson: lui stesso ammise di essersi ispirato alla canzone dei Beatles Helter Skelter (tratta dal White Album). Anche un'altra canzone scritta da Harrison – Piggies – fu ispiratrice di quel massacro, dato che gli assassini scrissero con il sangue delle vittime la parola "PIG" sulla porta della villa di Bel Air. E anche Abbey Road – come era avvenuto precedentemente con il White Album – richiamò le ossessioni maniacali di Manson. Il 25 novembre 1969, durante una perquisizione del ranch che costituiva il rifugio del criminale e della sua “famiglia”, fu scoperto e asportato dalla polizia il pannello di un armadietto su cui si leggeva la scritta «1, 2, 3, 4, 5, 6, 7, all good children go to Heaven»: i versi di chiusura di You Never Give Me Your Money, primo brano del Medley che copre il lato B del disco. Charles "Tex" Watson, seguace di Manson e membro della Family, dopo gli omicidi dell'agosto 1969 si era allontanato dagli altri lasciando il Barker Ranch, ma acquistò un'audiocassetta di Abbey Road e la suonò di continuo in auto mentre guidava nel deserto in attesa di ricongiungersi con la Family; era curioso di scoprire se i Beatles avessero qualche "messaggio" per lui. Una volta tornato in Texas, circa un mese dopo Watson fu arrestato per gli omicidi Tate-LaBianca.
Alla fine di luglio 1970, tre persone furono aggredite su una spiaggia nei pressi di Santa Barbara (California), mentre Manson era sotto processo a Los Angeles. Due di esse morirono. Una delle "ragazze di Manson" fece riferimento all'episodio citando Maxwell's Silver Hammer, canzone di Abbey Road che tratta di follia omicidia.